# Mark Rendall
Mark Rendall, född 21 oktober 1988 i Toronto, Ontario, Kanada, är en kanadensisk skådespelare.

## Biografi
Mark är son till Cathy och Henry Rendall och han har två äldre bröder. Hans pappa är jude och hans mamma är kristen, så hans familj firar både kristna och judiska högtider. Mark Rendall studerade vid Vaughan Road Academy i Toronto, där han lärde känna skådespelerskan Ellen Page som även hon studerade där.

## Karriär
Då Rendall var tio år gammal, frågade han sina föräldrar om han fick försöka sig på skådespelaryrket, vilket han fick. Strax därpå skulle det sättas upp en musikal, Oliver, i staden där de bodde, och barn fick komma och provspela för de olika rollerna. Rendall hade ingen skådespelarutbildning och brukade vanligtvis inte sjunga, så därför blev alla förvånade då han fick rollen som Spider. Senare fick han även spela huvudrollen.
Under början av 2000-talet började han få roller i olika filmer och TV-serier, och han tilldelades många priser under början av sin karriär. Det stora genombrottet fick han med TV-serien Berättelser ur Den Oändliga Historien från år 2001, en roll som även ledde till att han nominerades för ett Gemini Award.
Han har även gjort röster till animerade filmer och TV-serier.

## Filmografi i urval
- 2001 - Berättelser ur Den Oändliga Historien (TV-serie)
- 2002 - Touching Wild Horses
- 2003 - The Save-Ums! (TV-serie)
- 2002-2003 - Arthur (animerad serie)
- 2004 - Mrs. Ashboro's Cat (TV-film)
- 2004-2005 - ReGenesis (TV-serie)
- 2005 - Revelations (TV-serie)
- 2005 - Spirit Bear: The Simon Jackson Story (TV-film)
- 2006 - Jane and the Dragon (TV-serie)
- 2007 - 30 Days of Night
- 2009 - My One and Only